# مستر فوجی
مستر فوجی (انگلیسی: Mr. Fuji; ۴ مهٔ ۱۹۳۴ – ۲۸ اوت ۲۰۱۶) کشتی‌گیر کشتی حرفه‌ای، مربی (کشتی حرفه‌ای)، و هنرپیشه اهل ایالات متحده آمریکا بود.
وی همچنین برندهٔ جوایزی همچون تالار شهرت دبلیو دبلیو ای شده‌است.